# Філіппо Кастанья
Філіппо Кастанья (мальт. Filippo Castagna; 19 листопада 1765 — 26 січня 1830), також відомий як Філіппу Кастанья — мальтійський політик кінця 18 — початку 19 століття.
Кастанья народився в Ґаксаку 19 листопада 1765 року. Під час французької окупації Мальти в 1798 році він був обраний представником муніципалітету Зуррік, Сафі, Кіркоп і Гуджа. Коли у вересні 1798 року спалахнуло повстання проти французького панування, Кастанья підтримав повстанців і брав участь у захопленні вежі Сан-Томас з рук французів. 18 лютого 1799 року обраний представником Гуджа від повстанської Consiglio Popolare.  Британський цивільний комісар Александр Болл також призначив його інспектором укріплень.
Після того як французи капітулювали і Мальта стала британським протекторатом, Кастанья був призначений лейтенантом Ісла і Бормла. У листопаді 1801 року увійшов до складу делегації з шести представників, які вирушили до Лондона, щоб представити британському уряду потреби мальтійського народу. Іншими членами цієї делегації були маркіз Маріо Тестаферрата, інженер Мікеле Качіа, Антоніо Маллія та два священики, П’єтро Маллія та Еммануеле Ріко. Цивільний комісар Чарльз Кемерон описав його як популярного, розумного і поміркованого. Після смерті Еммануеле Вітале в 1802 році Кастанья був призначений губернатором Гоцо і займав цю посаду до її зміщення в 1814 році.
Кастанья вийшов у відставку в 1814 році і переїхав до будинку в Байя та Сан Джордж в Біржеббуджі. Помер 26 січня 1830 року після тривалої хвороби і похований у парафіяльній церкві Ґаксака.